# Zlín 22
O Zlín 22 Junák foi um avião monoplano biposto, desenvolvido do Zlín Z-381 (uma versão do Bücker Bü 181 feita sob licença).

## Desenvolvimento
Com base no Zlín Z-381, o Junák possuía assentos lado a lado para dois. Ele foi um monoplano de asa baixa cantiléver com trem de pouso convencional, era propelido por um motor montado em seu nariz que desenvolvia 75 hp (55,9 kW), contudo o seu protótipo utilizou um outro motor de 57 hp (42,5 kW) um Persy III. Uma versão para três pessoas foi produzida no modelo Zlín Z-22M, e uma outra versão para três/quatro pessoas no modelo Zlín Z-122.

## Variantes
- Zlín Z-22

Protótipo com motor Persy III de 57 hp (42,5 kW).
- Zlín Z-22D

Versão de produção com dois lugares com motor Praga D de 75 hp (55,9 kW).
- Zlín Z-22M

Versão para três pessoas com motor Walter Minor 4-III de 105 hp (78,3 kW).
- Zlín Z-122

Versão de três/quatro lugares com motor Toma 4 de 105 hp (78,3 kW), somente dois protótipos.